# 関礼子
関 礼子（せき れいこ、1949年11月 - ）は、日本近代文学研究者、元中央大学文学部教授。

## 略歴
群馬県出身。群馬県立渋川女子高等学校卒、1971年立教大学文学部英文科中退、1974年同日本文学専攻卒業、1984年同大学院博士課程単位取得満期退学、嘉悦女子短期大学専任講師、1989年亜細亜大学教養部助教授、97年教授、2001年経済学部教授、2011年中央大学文学部教授。2020年定年退職。1998年『語る女たちの時代 一葉と明治女性表現』でやまなし文学賞受賞。2008年日本近代文学会理事、2016年代表理事。樋口一葉が専門。

## 著書
- 『樋口一葉をよむ』岩波ブックレット 1992
- 『姉の力樋口一葉』筑摩書房（ちくまライブラリー） 1993
- 『語る女たちの時代 一葉と明治女性表現』新曜社 1997
- 『一葉以後の女性表現 ― 文体・メディア・ジェンダー』翰林書房、2003
- 『樋口一葉』岩波ジュニア新書、2004
- 『女性表象の近代』翰林書房、2011
- 『演じられる性差 :日本近代文学再読』翰林書房, 2019

### 編纂
- 『樋口一葉事典』岩見照代、山田有策、北田幸恵共編 おうふう 1996
- 『新日本古典文学大系明治編　樋口一葉集』菅聡子共校注 岩波書店 2001
- 『樋口一葉日記・書簡集』ちくま文庫、2005
- 『表象の現代 文学・思想・映像の20世紀』原仁司共編 翰林書房 2008